# 安藤裕子 (裁判官)
安藤 裕子（あんどう ひろこ、1950年3月7日 - ）は、日本の裁判官。高松高等裁判所長官を最後に定年退官後、国家公安委員に就任。

## 人物・経歴
千葉県出身。中央大学法学部卒業後、1977年裁判官任官。松山家庭裁判所長、岐阜地方裁判所長を経て、2013年千葉家庭裁判所長。2014年から高松高等裁判所長官を務めた。女性の高裁長官は3人目であり、高松高裁では初めての女性長官だった。2015年定年退官。2017年国家公安委員。2022年退任。後任は竹部幸夫元三井物産代表取締役副社長。同年瑞宝重光章受章。